# Romance (Camila Cabello)
Romance è il secondo album in studio della cantante messicana-statunitense Camila Cabello, pubblicato il 6 dicembre 2019 su etichette discografiche Epic Records e Syco.

## Pubblicazione
Dopo la pubblicazione dell'album di debutto della cantante all'inizio del 2018, i produttori Brian Lee e Louis Bell hanno confermato ad MTV News che stavano già lavorando al suo nuovo progetto. Il 1º settembre 2019 Camila Cabello ha postato su Instagram un breve video in cui veniva rivelato il nome dell'album. Ha affermato di averlo completato il successivo 31 ottobre, e il 13 novembre, due giorni prima dell'inizio dei preordini, sono state confermate copertina e data di pubblicazione. La lista tracce è stata rivelata il 29 novembre. L'album è stato reso disponibile su CD e sulle piattaforme digitali e di streaming a partire dal 6 dicembre 2019; un disco in vinile in edizione limitata è disponibile dal 14 febbraio 2020. Inoltre, sono state pubblicate edizioni fisiche ufficiali del disco con cinque copertine alternative a quella principale.

## Descrizione
In un'intervista a Reuters Television, Camila Cabello ha affermato che le tematiche di Romance riguardano "l'intensità della prima relazione seria e del primo innamoramento". I testi dell'album si concentrano sulle varie emozioni tipicamente associate ad una storia d'amore. Mike Nied di Idolator ha riassunto tali emozioni descritte come "passione accanto alla rabbia, e gioia di fianco alla tristezza".
L'album si apre con Shameless, un brano pop rock incentrato sulla tensione sessuale, la cui base strumentale è stata paragonata alle opere dei The xx da The Guardian. Segue Living Proof, una ballad con il ritornello cantato interamente in falsetto dove la cantante paragona l'innamorarsi al ritrovare la fede. Il coro di bambini che apre il pezzo è un estratto da una registrazione del filantropo Adam Jones, che porta avanti l'Africa Heartwood Project in Liberia in aiuto ai bambini rimasti orfani. La terza traccia, Should've Said It, la prima nella tracklist a non essere stata pubblicata prima dell'album, vede la cantante "reclamare la propria indipendenza da una vecchia fiamma accompagnata da una chitarra alla Santana".
Aggiunta alla lista tracce all'ultimo minuto, tanto da non essere presente nella versione fisica dell'album, My Oh My compare come quarta traccia nell'edizione acquistabile sulle piattaforme digitali e riproducibile in streaming. Il brano, che vede la partecipazione del rapper DaBaby, è stato paragonato ad Havana, il singolo che ha lanciato la carriera della cantante, e la vede flirtare con un partner verso cui prova interesse sessuale. A livello musicale, il pezzo fonde elementi tipici della musica latina con il pop e l'R&B. Señorita, cantata con Shawn Mendes e già inclusa nella ristampa del terzo album di lui, è un brano latin pop descritto da Medium come "una sensuale ode ad un rendezvous estivo dove i due cantanti dimostrano la chimica che li lega". Liar, la traccia successiva, contiene elementi di musica flamenco, trap e ska, nonché interpolazioni provenienti da All Night Long (All Night) di Lionel Richie e da All That She Wants degli Ace of Base; gli autori dei due brani sono tutti accreditati. Descritta da Stereogum come "una versione a basso costo di Cry Me a River", Bad Kind of Butterflies "parla del momento in cui stai per confessare a qualcuno di non sentire più nulla per lui, e di provare interesse per un altro" e include nella sua base strumentale violini e rumori sordi.
L'ottavo pezzo è Easy, un brano pop con elementi trap dove la cantante ringrazia il suo partner per averla aiutata ad accettare i suoi difetti e a superare le sue insicurezze. La traccia successiva è Feel It Twice, descritta da Stereogum come "un tributo a un ex con il cuore spezzato alla vista di Camila con il suo nuovo fidanzato". Dream of You, che The Independent ha proclamato uno dei brani di spicco dell'album, descrive la fase iniziale di un innamoramento in cui non si fa altro che pensare alla persona verso cui si prova interesse. Cry for Me è una canzone pop rock con tanto di assolo di chitarra elettrica che, secondo Rolling Stone, parla di "quella sensazione che si prova dopo una rottura in cui ti auguri che il tuo ex si senta tanto triste quanto lo sei tu".
This Love, la terzultima traccia, è un pezzo rock e R&B in cui la cantante riprende la tematica della prima fase dell'innamoramento, questa volta verso un partner indeciso. The Independent l'ha descritta come "un pastiche di Love on the Brain di Rihanna che, però, non riesce ad ottenere lo stesso effetto finale". Used to This è una ballata con sonorità che richiamano l'ambient music prodotta da Finneas O'Connell dove la cantante descrive la sensazione di soccombere a un amore rimasto a lungo represso. Romance si chiude con First Man, un'altra midtempo carica di romanticismo in cui la cantante racconta ai suoi genitori dell'uomo di cui è innamorata che ha ricevuto paragoni alle ballate di Taylor Swift.

## Promozione
Il 21 giugno 2019 è uscito Señorita, un duetto con Shawn Mendes, che ha ottenuto successo planetario, raggiungendo la vetta delle classifiche di 36 paesi e diventando uno dei più grandi successi dell'anno. Nonostante fosse inizialmente inteso come secondo singolo estratto dalla ristampa dell'album eponimo del cantante, è stato anche incluso nella lista tracce di Romance.
Come singoli apripista sono stati scelti Liar e Shameless, pubblicati insieme il successivo 5 settembre. Dei due il più fortunato nelle classifiche è stato il primo, tanto da diventare il singolo radiofonico principale. Nei due mesi successivi si sono susseguiti due singoli promozionali di modesto successo commerciale, Cry for Me il 4 ottobre ed Easy l'11 ottobre, seguiti dal terzo singolo ufficiale Living Proof il 15 novembre. Quest'ultimo è stato presentato con un'esibizione dal vivo agli American Music Awards. Il primo singolo estratto dopo l'uscita dell'album è My Oh My, traccia bonus esclusiva dell'edizione digitale, la cui data d'impatto radiofonico negli Stati Uniti è stata fissata per il 6 gennaio 2020. Si è rivelato il singolo più fortunato estratto dall'album dopo Señorita: ha raggiunto la 12ª posizione della classifica statunitense, ed è stato certificato disco d'oro nel Regno Unito, disco di platino in Australia e doppio disco di platino negli Stati Uniti.
In concomitanza con l'annuncio della data di pubblicazione dell'album, il 13 novembre 2019, la cantante ha anche rivelato le date nordamericane del Romance Tour, la tournée in suo supporto. Il successivo 21 novembre ha annunciato le date europee. La tournée, formata da 47 concerti, avrebbe dovuto avere inizio a Oslo il 26 maggio 2020 e concludersi a Miami il successivo 26 settembre, ma è stata dapprima rimandata e successivamente cancellata per via della pandemia di COVID-19.

## Accoglienza
| Recensione          | Giudizio |
| ------------------- | -------- |
| AllMusic            |          |
| Consequence         | B–       |
| The Daily Telegraph |          |
| Exclaim!            |          |
| The Guardian        |          |
| Idolator            |          |
| The Independent     |          |
| NME                 |          |
| The New York Times  |          |
| The Observer        |          |
| Rolling Stone       |          |
| The Times           |          |

Romance ha ricevuto recensioni generalmente positive dai critici musicali. Su Metacritic, sito che assegna un punteggio normalizzato su 100 in base a critiche selezionate, l'album ha ottenuto un punteggio medio di 71.
Nella sua recensione per AllMusic, Matt Colar ha assegnato a Romance quattro stelle su cinque, apprezzando l'evoluzione artistica dimostrata dalla cantante e descrivendo il disco come "carico di emozioni e desiderio erotico, proprio come l'esuberante delirio della prima fase di un innamoramento". Anche Adam White di The Independent, che ha definito l'album "vivace e piacevole", l'ha valutato con quattro stelle su cinque. Pur elogiando la crescita di Camila Cabello come artista rispetto all'album di debutto e il pieno rispetto della tematica dell'innamoramento, White ha tuttavia notato alcuni limiti e difetti nel disco per quanto riguarda la produzione, gli effetti aggiunti alla voce della cantante e la scarsa originalità di alcune tracce. Scrivendo per il periodico Variety, Chris Willman ha affermato che Romance è "molto più personale" rispetto all'album di debutto della cantante e che "la alza di livello come artista, senza farla sembrare precocemente troppo matura".
Mike Nied di Idolator, che ha dato a Romance un punteggio di quattro su cinque, ha affermato che l'album "riesce a coinvolgere l'ascoltatore", e ne ha lodato la diversità in stili musicali che non va a scapito della coesione, concludendo che "il risultato finale è un'opera convincente e con pochissimi elementi superflui". Secondo Lucas Villa di Rolling Stone, Camila Cabello è un "libro aperto" su Romance, dove "esplora l'amore in ogni sua forma". Ha tuttavia criticato l'aggiunta di Señorita alla lista tracce, ritenendo il brano "fuori luogo in un album rivelatore, dove la cantante scopre nuovi modi per ampliare i suoi orizzonti artistici. Per Hannah Mylrea del NME, che ha giudicato Romance con tre stelle su cinque, se la cantante è riuscita a descrivere con successo i momenti più felici di una relazione, le canzoni incentrate sulle sensazioni negative non trasmettono sufficientemente le emozioni descritte. Mylrea ha inoltre elogiato la fusione del tipico stile musicale della cantante con l'inclusione di nuove sonorità.
In una recensione meno entusiasta, Alexis Petridis, giornalista per The Guardian, ha valutato Romance con due stelle su cinque, definendo le canzoni "così così" e criticando l'eccessivo uso di Auto-Tune, che "rende robotiche delle canzoni d'amore che dovrebbero essere sincere". Neanche Chris DeVille di Stereogum è rimasto colpito dall'album. Nella sua recensione, intitolata Se solo Romance di Camila Cabello potesse colpire tanto quanto l'amore a cui si ispira, ha descritto il disco "come una commedia romantica dove un cast carismatico e qualche scena memorabile oscurano una trama prevedibile e dei dialoghi penosi: è gradevole e accattivante, ma fondamentalmente priva di sostanza". Ha comunque apprezzato la coesività dell'album e la presenza di elementi musicali mai sperimentati prima dalla cantante. Chantel Ouellet della rivista canadese Exclaim! ha dato a Romance un punteggio di 6 su 10, argomentando che "la produzione eccessivamente invadente e l'attenzione data alla ricerca del successo commerciale rendono impossibile riscontrare l'autencitià trovata nella precedente musica della cantante".

## Tracce
1. Shameless – 3:39 (Camila Cabello, Alexandra Tamposi, Andrew Wotman, Jonathan Bellion, Jordan Johnson, Stefan Johnson)
2. Living Proof – 3:14 (Alexandra Tamposi, Camila Cabello, Justin Tranter, Mattias Larsson, Robin Fredriksson)
3. Should've Said It – 3:20 (Camila Cabello, Louis Bell, Adam Feeney, Nate Mercereau, Eric Frederic, Andrew Wotman, Alexandra Tamposi)
4. Señorita (con Shawn Mendes) – 3:10 (Shawn Mendes, Camila Cabello, Andrew Wotman, Benjamin Levin, Alexandra Tamposi, Charlotte Emma Aitchison, Jack Patterson, Magnus August Høiberg)
5. Liar – 3:27 (Camila Cabello, Alexandra Tamposi, Andrew Wotman, Jonathan Bellion, Jordan Johnson, Stefan Johnson, Jenny Berggren, Jonas Berggren, Malin Berggren, Ulf Ekberg, Lionel Richie)
6. Bad Kind of Butterflies – 2:49 (Camila Cabello, Philip Constable, Alexandra Tamposi, Lindsay Gilbert, Crystal Nicole, Jordan Johnson, Stefan Johnson, Oliver Peterhof)
7. Easy – 3:14 (Camila Cabello, Justin Tranter, John Hill, Adam Feeney, Louis Bell, Carter Lang, Westen Weiss)
8. Feel It Twice – 3:08 (Camila Cabello, Louis Bell, Adam Feeney, Tommy Paxton Beesley, Matthew Tavares)
9. Dream of You – 3:42 (Camila Cabello, Mattias Larsson, Robin Fredriksson, Justin Tranter)
10. Cry for Me – 3:09 (Camila Cabello, Ryan Tedder, Louis Bell, Adam Feeney)
11. This Love – 3:40 (Camila Cabello, Sam Roman, Dayyon Alexander Drinkard, Jeff Shum)
12. Used to This – 3:30 (Camila Cabello, Finneas O'Connell, Amy Wadge)
13. First Man – 3:48 (Camila Cabello, Jordan Reynolds, Amy Wadge)

Traccia bonus dell'edizione digitale
1. My Oh My (feat. DaBaby) – 2:50 (Camila Cabello, Louis Bell, Adam Feeney, Savan Kotecha, Anthony Clemons Jr., Jonathan Lyndale Kirk)

## Successo commerciale
Romance ha debuttato al 3º posto nella Billboard 200 statunitense vendendo nella sua prima settimana 86 000 unità, di cui 54 000 sono vendite pure (incluse quelle acquistate insieme ai biglietti per il concerto), 30 000 sono stream-equivalent units risultanti da 40,6 milioni di riproduzioni in streaming delle tracce, e 2 000 sono track-equivalent units equivalenti a 20 000 vendite digitali dei singoli brani. L'8 gennaio 2020 l'album è stato certificato disco d'oro dalla Recording Industry Association of America per aver superato le 500 000 unità vendute in suolo statunitense, mentre il successivo 4 maggio ha ottenuto il disco di platino dopo aver superato la soglia del milione. In Canada Romance è diventato il secondo disco numero uno della cantante, con 14 000 unità vendute nella sua settimana d'esordio.
L'album è entrato alla 14ª posizione nella Official Albums Chart britannica con 10 988 unità di vendita, poco più della metà di quanto aveva venduto l'album di debutto della cantante nella sua prima settimana. Nella Official Scottish Chart, classifica degli album più venduti in Scozia basata solo su vendite fisiche e digitali componente della Official Albums Chart, ha debuttato alla 22ª posizione. Ha inoltre fatto il suo ingresso alla 35ª posizione della classifica Oricon giapponese, totalizzando 2 008 vendite nei suoi primi tre giorni di disponibilità nel paese.

## Classifiche

### Classifiche settimanali
| Classifica (2019-20) | Posizione massima |
| -------------------- | ----------------- |
| Argentina            | 6                 |
| Australia            | 6                 |
| Austria              | 35                |
| Belgio (Fiandre)     | 16                |
| Belgio (Vallonia)    | 58                |
| Canada               | 1                 |
| Corea del Sud        | 48                |
| Danimarca            | 29                |
| Estonia              | 8                 |
| Finlandia            | 16                |
| Francia              | 52                |
| Germania             | 55                |
| Giappone             | 35                |
| Grecia               | 26                |
| Irlanda              | 12                |
| Islanda              | 29                |
| Italia               | 44                |
| Lettonia             | 10                |
| Lituania             | 5                 |
| Messico              | 2                 |
| Norvegia             | 14                |
| Nuova Zelanda        | 7                 |
| Paesi Bassi          | 8                 |
| Polonia              | 32                |
| Portogallo           | 10                |
| Regno Unito          | 14                |
| Slovacchia           | 64                |
| Spagna               | 8                 |
| Stati Uniti          | 3                 |
| Svezia               | 23                |
| Svizzera             | 19                |

### Classifiche di fine anno
| Classifica (2019) | Posizione |
| ----------------- | --------- |
| Messico           | 72        |
| Classifica (2020) | Posizione |
| Canada            | 26        |
| Francia           | 178       |
| Nuova Zelanda     | 49        |
| Paesi Bassi       | 88        |
| Stati Uniti       | 56        |